# Pajapan
Pajapan es una localidad del estado mexicano de Veracruz. Es cabecera del municipio de Pajapan.

## Demografía
| Censo | Población |
| ----- | --------- |
| 1900  | 1 730     |
| 1910  | 3 116     |
| 1921  | 2 138     |
| 1930  | 2 307     |
| 1940  | 2 299     |
| 1950  | 2 882     |
| 1960  | 2 878     |
| 1970  | 2 844     |
| 1980  | 3 701     |
| 1990  | 5 384     |
| 1995  | 6 426     |
| 2000  | 7 303     |
| 2005  | 7 719     |
| 2010  | 8 434     |
| 2020  | 10 156    |